# Hotel Saratoga w Hawanie
Hotel Saratoga – luksusowy hotel w centrum Hawany znajdujący się u zbiegu ulic Paseo del Prado i Dragones, położony w sąsiedztwie hawańskiego Kapitolu.

## Historia
Historia Hotelu Saratoga rozpoczęła się w 1879, pierwotnie mieścił się przy Campo de Marte. Pomiędzy 1915 i 1925 hotel przeniesiony został do obecnej siedziby, początkowo zajmując tylko drugie piętro, by w 1933 przejąć cały obiekt.
Popularne wieczory artystyczne "Aires Libres" i występy muzyków, w tym słynnej żeńskiej grupy Anacaona oraz wyśmienita kuchnia w latach 30. umocniły pozycję hotelu, który przyciągał lokalne osobistości.
Oryginalny budynek, wybudowany w latach 80. XIX w. jako trzykondygnacyjny, do którego dobudowano dwa następne. Pięć widocznych z zewnątrz pięter mieści w sobie dzięki wewnętrznym podziałom 7 kondygnacji. Styl budowli określa się jako eklektyczny z dominacją neoklasycznego. Wnętrze urządzone jest z tradycjonalnych materiałów i wyposażone stylowymi meblami, dominują: drewno, marmur, sztukaterie, elementy stalowe. Na dachu, z którego rozciąga się wspaniała panorama stolicy, mieści się restauracja i basen.
6 maja 2022 hotel został poważnie uszkodzony w wyniku eksplozji gazu.